# NEAR Shoemaker

A 433 Erosz az űrből

A NEAR (Near Earth Asteroid Rendezvous, később NEAR Shoemaker Eugene M. Shoemaker után) űrszondát a NASA indította a 433 Eros kisbolygóhoz. A projekt a Discovery-program része volt.

## Küldetés
1996. február 17-én indították a floridai Cape Canaveral támaszpontról.
A NEAR űrszonda első célpontját 1997. június 27-én érte el, megközelítette és közelről vizsgálta az egyik, átlagosnak nevezhető kisbolygót, a 253 Mathilde-ot. Június 27-én a NEAR űrszonda alig 1200 kilométerre haladt el a Mathilde mellett, a felszín fotózását a legnagyobb közelség előtt 8 perccel kezdték, a felvételek fél óráig készültek, s a legközelebbi képek felbontása mintegy 200 méter.
1998. január 23-án a NEAR újra megközelítette a Földet, és 200 ezer kilométerre repült el mellettünk, miközben fényképezte a Déli-Sark környékét. 2000. február 14-én a NEAR az Erosz kisbolygó körüli pályára állt, és ezzel az első mesterséges hold, amely egy kisbolygó körül kering.

## Az űrszonda
A hajtóanyagával együtt 805 kilogrammos NEAR-szonda 1,5 méter átmérőjű parabolaantennával tart kapcsolatot a Földdel, az energiát négy kinyitható napelem adja. Ezt az első, speciálisan kisbolygókutatásra szánt űrszondát a Johns Hopkins Egyetem Alkalmazott Fizikai Laboratóriumában fejlesztették ki és katonai célokra épített műszerekkel látták el. Az űrszonda tervezése és építése 27 hónapig tartott és csak 112 millió dollárba került. A NEAR-en egy sokcsatornás CCD-érzékelős képalkotó, egy röntgen- gamma- és egy a közeli infravörösben működő színképelemző, egy lézertávmérő és egy magnetométer repül, ezenkívül a rádiórendszer Doppler-adatait is felhasználják a célégitestek gravitációs terének felmérésére.
A szondát fellövése után, 2000. március 14-én a NEAR Shoemaker névre keresztelték át, Eugene Merle Shoemaker geológus-csillagász tiszteletére.

## Műszerek
- Multispectral Imager System
- X-ray/Gamma-Ray Spectrometer
- Near-IR Spectrograph
- Magnetometer
- Laser Rangefinder